# Jordan Siebatcheu
Theoson−Jordan Siebatcheu Pefok (Washington D.C., 26 april 1996), voetbalnaam Jordan Pefok of Jordan is een in Amerika geboren Frans voetballer. Hij tekende in februari 2025 een contract tot medio 2027 bij Stade Reims, dat circa €4.500.000,- voor hem betaalde aan Union Berlin. Siebatcheu debuteerde in 2021 in het voetbalelftal van de Verenigde Staten.

## Clubcarrière

### Stade Reims
Siebatcheu is een product van de jeugdopleiding van Stade Reims. Hij maakte op 31 januari 2015 zijn debuut in een wedstrijd tegen Toulouse. Op de eerste speelronde van het seizoen 2015/16 maakte Siebatcheu zijn eerste doelpunt voor Les rouges et blancs. In een wedstrijd tegen Girondins de Bordeaux kwam Siebatcheu in de 67e minuut het veld in en maakte 20 minuten later de beslissende 1-2. Hij tekende in september 2015 zijn eerste profcontract, welke hem tot medio 2018 aan de club verbond. In 2016 degradeerde Siebatcheu met Reims naar de Ligue 2.
In de tweede helft van het seizoen 2016/17 werd de Amerikaan verhuurt aan derdeklasser LB Châteauroux. Dankzij zijn productiviteit, 10 doelpunten in 15 optredens, werd LB Châteauroux kampioen en dwong het zodoende promotie af naar het tweede niveau. Bij zijn terugkeer in Reims wist hij zijn goede spel door te trekken. In 35 competitiewedstrijden trof Siebatcheu zeventien keer doel en was hij ook nog eens zevenmaal de aangever. Het leverde Reims het kampioenschap op en dusdoende een terugkeer op het hoogste niveau. Daarnaast eindigde Siebatcheu op de tweede plaats op de topschutterslijst, enkel Umut Bozok van Nîmes Olympique moest hij voor zich dulden.

### Stade Rennais
Met zijn goede spel speelde Siebatcheu zich in de kijker van verschillende Franse clubs, waarvan uiteindelijk Stade Rennais aan het langste eind trok. De club betaalde in de zomer van 2018 circa 9 miljoen euro voor de komst van de centrumspits. Ondanks dat Siebatcheu in zijn eerste seizoen met de ploeg eindigde op een tegenvallende tiende plek, werd er wel succes geboekt in de beker. De ploeg wist in de finale van de Coupe de France sterkhouder Paris Saint-Germain na strafschoppen te verslaan. Siebatcheu was trefzeker in de achtste- en kwartfinale, maar raakte vervolgens geblesseerd waardoor hij het restant van het toernooi niet in actie kwam.

### BSC Young Boys
Gedurende het seizoen 2020/21 werd Siebatcheu verhuurd aan het Zwitserse BSC Young Boys, dat daarbij ook een optie tot koop bedong. Met de Amerikaan als vaste spits werd Young Boys dat seizoen voor de vierde keer op rij landskampioen. In de Europa League strandden Siebatcheu en Young Boys in de achtste finale, toen Ajax over twee wedstrijden te sterk bleek (5-0). Na afloop van de huurperiode besloot Young Boys de optie in zijn contract te lichten. De ploeg uit Bern betaalde circa €2.500.000,- voor hem. Na een jaar in Bern, waarin hij met 22 goals topscorer was in de Super League, trok Siebatcheu naar Duitsland en tekende eind juni 2022 een contract in de Bundesliga bij Union Berlin.

### Union Berlin
Jordan beleefde een uitstekende start in Berlijn. Hij scoorde bij zijn debuut voor de club tegen Regionalliga Nordost-club Chemnitzer FC in de eerste ronde van de DFB-Pokal op 1 augustus en scoorde vervolgens opnieuw tegen stadsgenoot Hertha BSC in de competitie-opener op 6 augustus. Op Europees gebied wist Siebatcheu zijn gram te halen tegen Ajax toen hij en zijn ploeggenoten over twee wedstrijden te sterk bleken voor de Amsterdammers in de tussenronde van de UEFA Europa League. Siebatcheu sloot het seizoen met Union Berlin af op de vierde plaats, de beste eindklassering sinds de oprichting van de Bundesliga. Daar waar Siebatcheu in de eerste seizoenshelft nog onbetwist basisspeler was in het elftal van trainer Urs Fischer, moest hij het in de tweede seizoenshelft steeds vaker doen met invalbeurten.
Siebatcheu werd op 31 augustus 2023 door Union Berlin voor het restant van het seizoen verhuurd aan competitiegenoot Borussia Mönchengladbach. De club bedong tevens een optie tot koop in de overeenkomst. Na afloop van het seizoen besloot Borussia Mönchengladbach de optie tot koop niet te lichten en keerde Jordan terug naar Berlijn. 

### Terugkeer bij Stade Reims
Op 4 februari 2025 keerde Jordan terug naar Stade Reims, waar hij tekende voor drie seizoenen. Twee dagen later maakte de spits zijn rentree voor de club in de kwartfinale van de Coupe de France, tegen FC Bourgoin-Jallieu. In deze wedstrijd liep hij een hamstringblessure op, welke hem enkele maanden aan de kant hield. Jordan keerde in april weer terug in de wedstrijdselectie van traienr Samba Diawara. Jordan en Stade Reims reikten tot de finale van de Coupe de France, waarin er met 3—0 werd verloren van Paris Saint-Germain. Een paar dagen later speelde Reims de return van de play-off wedstrijd tegen FC Metz om promotie/degradatie tussen de Ligue 1 en Ligue 2. Over twee wedstrijden verloor Reims van FC Metz, waardoor degradatie een feit was.

## Interlandcarrière
Siebatcheu werd geboren in Washington D.C. als kind van Kameroense ouders en groeide op in Frankrijk. Als gevolg hiervan kwam hij aanvankelijk in aanmerking om interlands voor Frankrijk, Kameroen of de Verenigde Staten te spelen.
Siebatcheu debuteerde op 5 juni 2017 in Frankrijk onder 21 in een oefenwedstrijd tegen Albanië onder 21. Hij scoorde vlak na rust uit een rebound de 0-3, wat tevens de eindstand was.
Hij koos uiteindelijk voor het Amerikaans voetbalelftal, waarvoor hij op 25 maart 2021 zijn interlanddebuut maakte. Op die dag speelde de ploeg van bondscoach Gregg Berhalter een oefeninterland tegen Jamaica. Drie maanden later won hij met Amerika de CONCACAF Nations League.

## Erelijst
| Competitie               |                |                |                |                |
| Competitie               | Aantal         | Jaren          |                |                |
| LB Châteauroux           | LB Châteauroux | LB Châteauroux | LB Châteauroux | LB Châteauroux |
| ------------------------ | -------------- | -------------- | -------------- | -------------- |
| Championnat National     | 1x             | 2016/17        |                |                |
| Stade Rennais            |                |                |                |                |
| Coupe de France          | 1x             | 2018/19        |                |                |
| Amerikaans voetbalelftal |                |                |                |                |
| CONCACAF Nations League  | 1x             | 2019/20        |                |                |

2 Okumu ·
4 Busi ·
5 Agbadou  ·
6 Atangana ·
7 Ito ·
9 Daramy ·
10 Teuma ·
11 Salama ·
14 Khadra ·
15 Munetsi ·
16 Butelle ·
17 Nakamura ·
18 Akieme ·
19 Moscardo ·
20 Olliero ·
21 Kipré ·
22 Diakité ·
23 Buta ·
25 De Smet ·
55 Sangui ·
67 Diakhon ·
71 Fofana ·
72 Am. Koné ·
92 Ab. Koné ·
94 Diouf ·
Coach: Elsner